# Charlotte Bienaimé
Pour les articles homonymes, voir Bienaimé.
Charlotte Bienaimé, née en 1984, est une documentariste, productrice et animatrice de radio féministe française. Ses émissions traitent de sujets de société.
Elle est productrice déléguée à l'émission Les Pieds sur terre sur France Culture. Depuis 2017, elle produit et anime tous les mois Un podcast à soi sur Arte radio.

## Biographie
Charlotte Bienaimé se concentre dans ses reportages sur des questions de société, notamment liées au genre.
En 2014 et 2015, elle produit Nasawiyat, sur France Culture, où elle va à la rencontre de « nouvelles féministes » tout d'abord en Algérie, en Égypte, en Tunisie et au Maroc, puis l'année suivante dans les quartiers populaires français. Elle y donne à entendre des luttes en général peu médiatisées « des lieux pas vraiment investis par le féminisme institutionnel » et elle y présente de nouvelles formes de militer. L'émission donnera forme, deux ans plus tard, à un livre enquête : Féministes du monde arabe.
À l'été 2016, elle anime et produit Women's power, les nouveaux féminismes, sur France Culture, une série en cinq épisodes  où se croisent les points de vue de différentes générations et mouvances de féministes : « Je voulais un panorama, une cartographie des féminismes qui permette de voir la pluralité des mouvements. »
Dans Un podcast à soi sur Arte Radio, Charlotte Bienaimé discute avec ses invitées de problématiques de genre, de classe et de race, elle cherche à démontrer qu'il n'y a pas un féminisme mais des féminismes. « Cela me fait du bien de parler à la première personne. Je fais comme celles que j’enregistre. Pour avoir une parole vraie il faut toujours revenir au "je". C’est grâce à des femmes qui ont dit "je" que j’ai pu transformer ma vie », dit-elle sur France Culture.
Lesbienne, Charlotte Bienaimé a fait son coming out en 2023 dans le quarantième épisode d'Un podcast à soi . 

## Récompenses
- Prix Ondas 2013 pour la série documentaire Ma longue Marche (avec Annabelle Brouard) présentée dans Les Pieds sur terre[9]
- Prix Italia 2014 Special Mention, catégorie podcast documentaire, pour La reine du podcast[10]
- Prix Europa 2014 Special Commendation, catégorie documentaire, pour La reine du podcast[11]

## Publications
- 2016 : Féministes du monde arabe, Paris, Les Arènes, 293 p.   (ISBN 2-84096-187-3)
- 2022 : Un livre à soi, Paris, Stock, 384 p.   (ISBN 978-2-2340-9295-2)